# Amborella trichopoda
Amborella trichopoda är en tvåhjärtbladig växtart som beskrevs av Henri Ernest Baillon. Amborella trichopoda är den enda arten i släktet Amborella, vilket är det enda släktet i familjen Amborellaceae, vilket i sin tur är den enda familjen i ordningen Amborellales. Amborella är en buske som kan bli åtta meter hög och är endemisk för Nya Kaledoniens huvudö Grande Terre, där den växer i de fuktiga bergsskogarnas undervegetation på 100 till 1000 meters höjd. Amborellaceae är en av tre familjer som är endemiska för Nya Kaledonien (de övriga två är Phellinaceae och Oncothecaceae). Sentida fylogenetiska studier har visat att Amborella är den nu levande kända art som är minst besläktad med alla övriga nu levande blomväxter, det vill säga arten är basal i förhållande till de övriga.

## Galleri

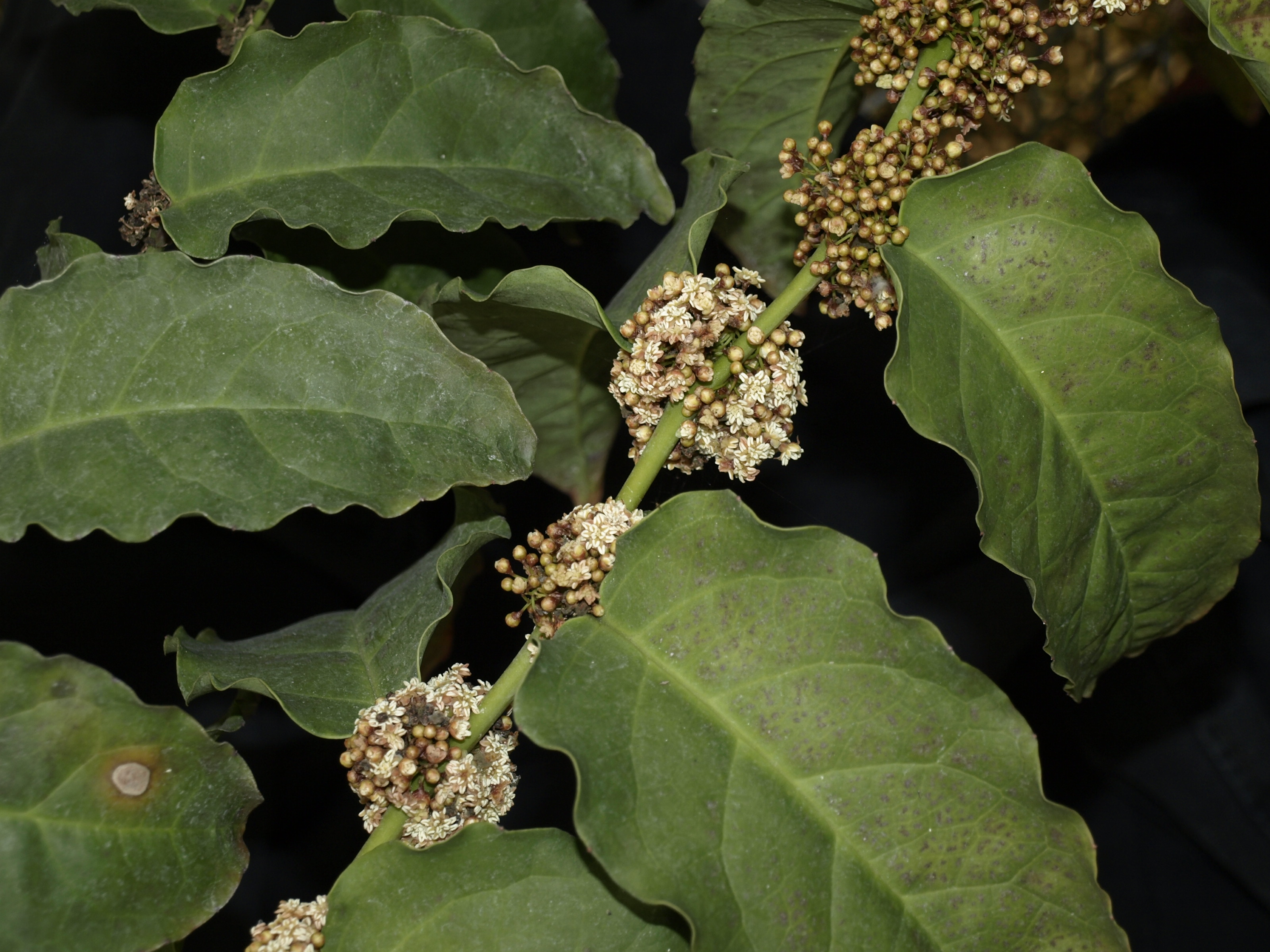
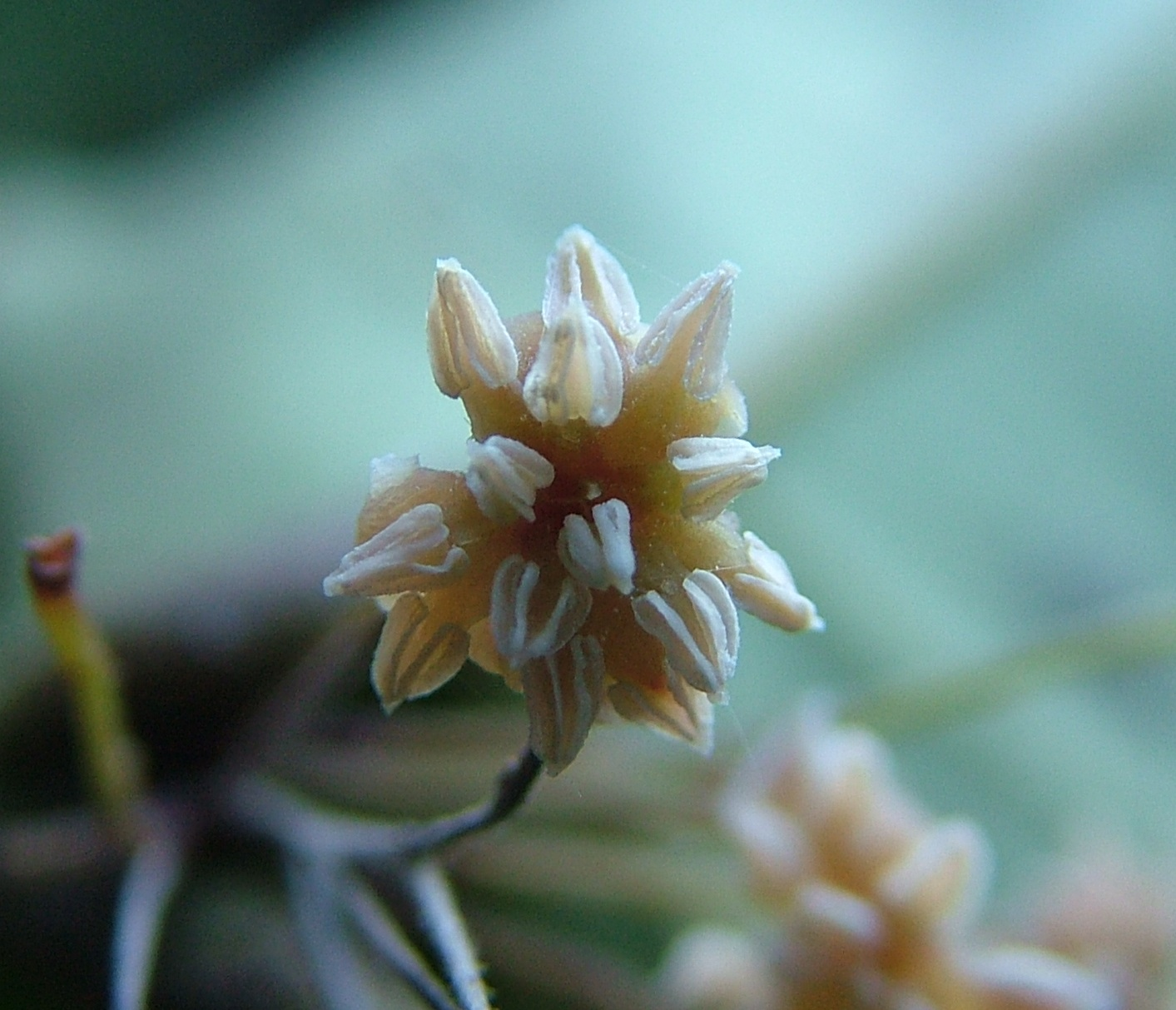
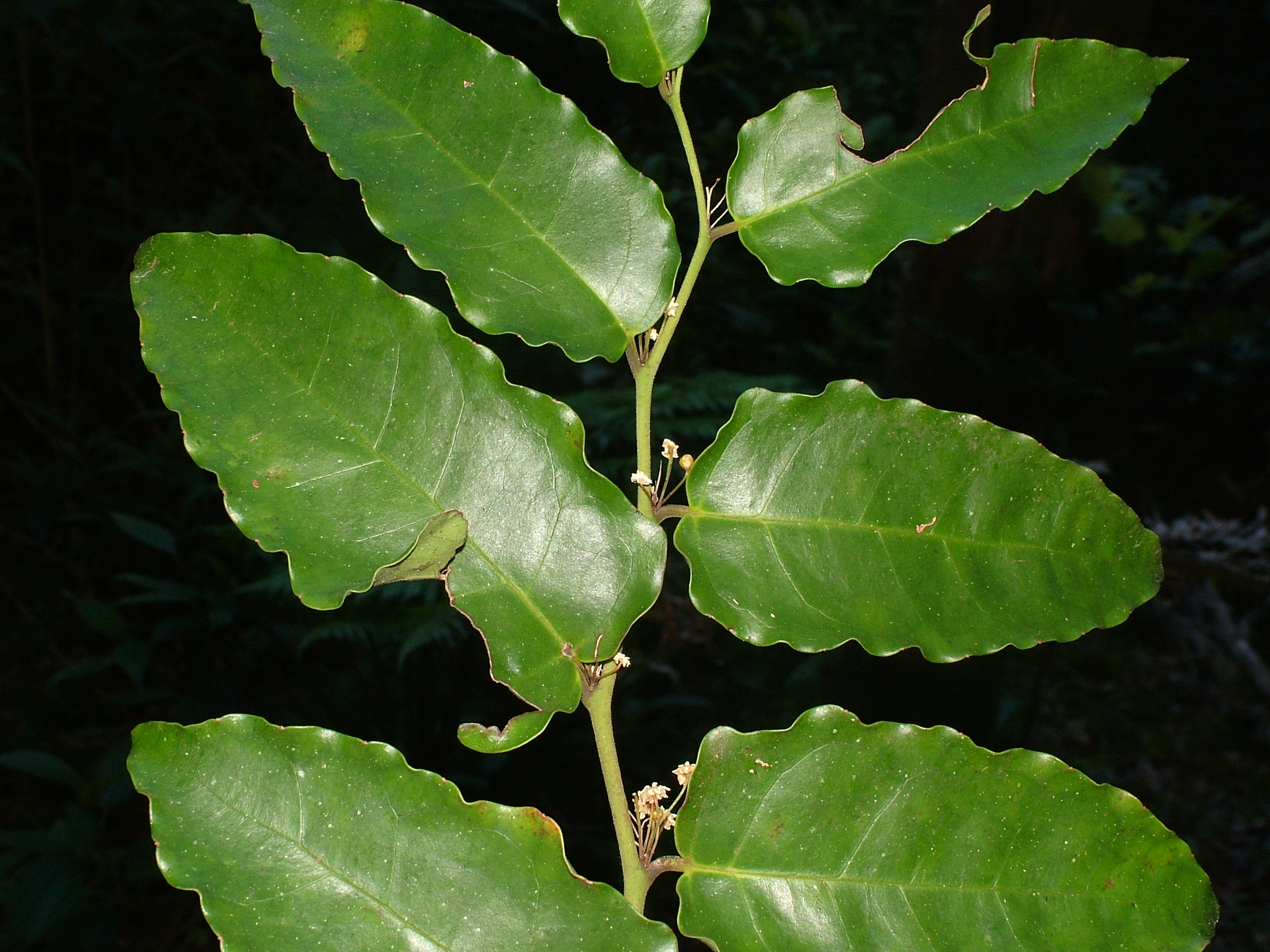